# Claeh
O Centro Latinoamericano de Economia Humana (CLAEH) é uma importante Organização não governamental com sede em Montevidéu, Uruguai, recentemente eleita pela Universidade da Pensilvânia como um dos 25 think tank mais importantes da América Latina e do Caribe. O CLAEH atua como instituição universitária, organização da sociedade civil e consultoria. A instituição conta com três sedes em Montevidéu, uma em Tacuarembó e outra em Punta del Este, tendo projeção nacional e internacional.
A instituição foi criada em 1957 por cientistas sociais brasileiros, colombianos, venezuelanos e argentinos. Dentre os campos de atuação, destaca-se o "Instituto Universitário", com o oferecimento de cursos de graduação e pós-graduação.